# الدوري الأيرلندي 1914–15
الدوري الأيرلندي 1914–15 (بالإنجليزية: 1914–15 Irish League)‏ هو الموسم 25 من الدوري الأيرلندي. أشرف على تنظيمه الاتحاد الأيرلندي لكرة القدم، وفاز فيه Belfast Celtic F.C. ‏.